# Lobsang Gyaltsen (ganden tripa)
Lobsang Gyaltsen (tibétain : བློ་བཟང་རྒྱལ་མཚན, Wylie : blo bzang rgyal mtshan, né à Tobgyal, Tsang, en 1840 et mort au XXe siècle), aussi appelé Meru Lobsang Gyaltsen et Lamoshar Lobsang Gyaltsen est le 86e ganden tripa (1901-1908) et, partant, l'abbé du monastère de Ganden, directeur spirituel de la tradition gelugpa du bouddhisme tibétain. Entre 1904 et 1909, il est nommé régent du Tibet par le 13e dalaï-lama et signe la Convention entre la Grande-Bretagne et le Tibet.

## Biographie

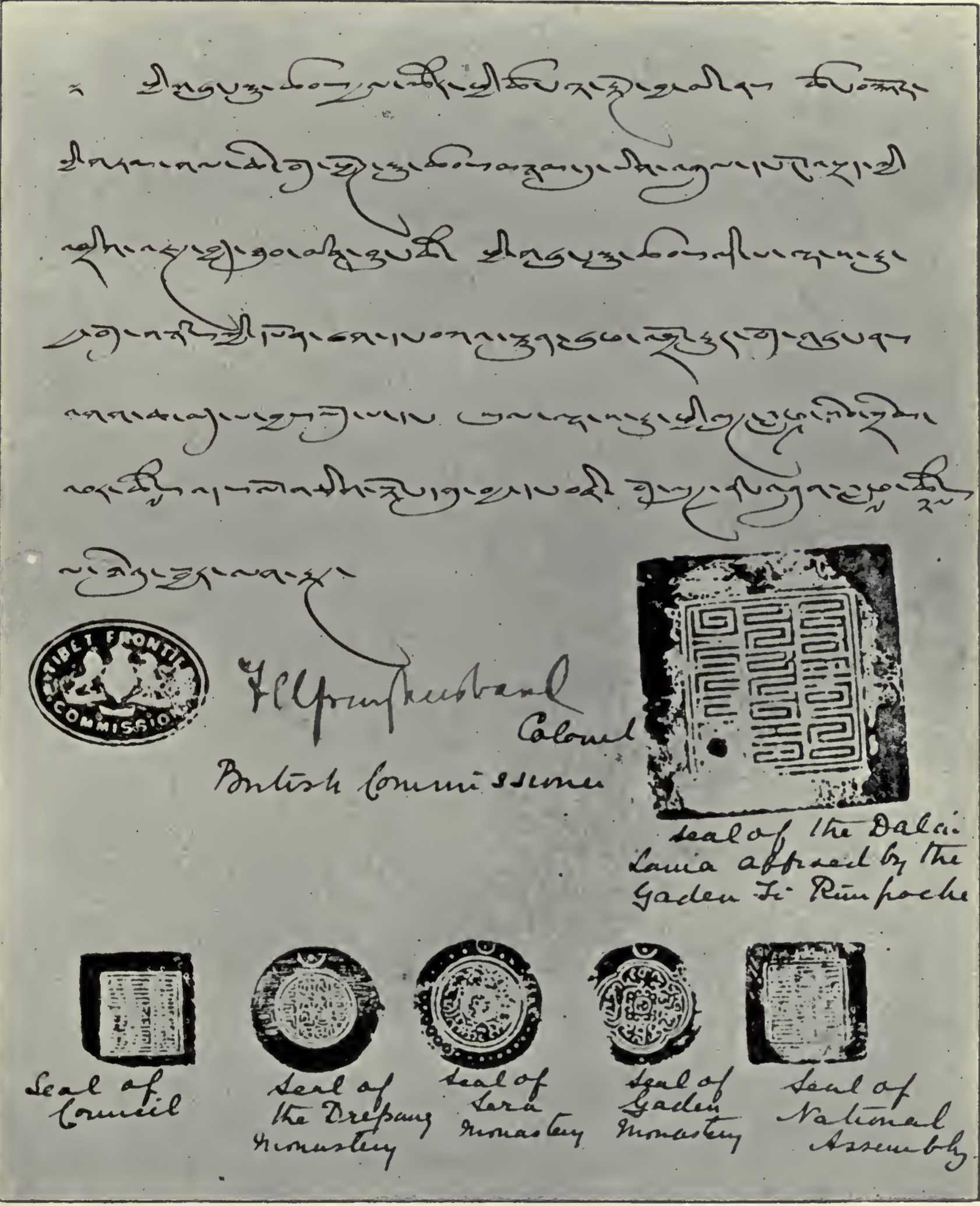
"Sceaux du Traité de Lhassa" des deux côtés, britannique et tibétain.

Il est né à thob rgyal au Tibet central en 1840.
Durant sa jeunesse, il aurait vu Évariste Huc et Joseph Gabet qui résidèrent deux mois à Lhassa en 1846.
Très jeune, il a été admis au temple Tsangpa de Sera Je de l'université monastique de Sera où il a reçu son éducation de base et a étudié la logique et l'épistémologie, du programme monastique geluk. Lors du Monlam Chenmo de Lhassa, il obtient le titre de guéshé lharampa, le plus haut degré dans la tradition geluk et un accomplissement nécessaire pour être ganden tripa.
Il est le 86e ganden tripa, une fonction qu'il exerce entre 1901 et 1908.
Il vivait au monastère de Méru.
Lors de l'invasion britannique du Tibet, le 13e dalaï-lama, Thubten Gyatso, est forcé de quitter une retraite de trois ans, le 30 juillet 1904. Il nomme Lobsang Gyaltsen régent du Tibet, lui donne son sceau et s'enfuit en Mongolie. Il va négocier avec Francis Younghusband et signe la Convention entre la Grande-Bretagne et le Tibet.
Il eut une conversation avec Laurence Waddell au cours de laquelle Lobsang Gyaltsen, sachant que Waddell écrit un ouvrage sur le bouddhisme lui demande s'il est bouddhiste. Waddell lui répond qu'il ne l'est pas, mais qu'il est de religion chrétienne, où il voit des similitudes. Lobsang Gyaltsen pense que les Britanniques n'ont pas de religion, étant donné le nombre de Tibétains qu'ils ont tué. Waddell met cette conclusion en relation avec l'expédition militaire britannique.
En 1905, Lobsang Gyaltsen s'entretient avec Dambo Oulianov (ru).
Fin 1907, alors que le dalaï-lama à Xi'an, en exil du Tibet, il nomme Premier ministre trois Lonchens, Changkhyim, Paljor Dorje Shatra et Sholkhang, pour qu'ils aident le régent Lobsang Gyaltsen  à s'occuper de l'administration.